# Allyson Felix
Pour les articles homonymes, voir Allyson et Félix.
Allyson Felix, née le 18 novembre 1985 à Los Angeles, Californie, est une athlète américaine, médaillée dans les grands événements sur 100 m, 200 m et 400 m. Elle est ainsi, après Betty Cuthbert, la seconde athlète de l'histoire à être médaillée d'or olympique sur les trois distances du sprint (200 m en individuel, 100 m et 400 m en relais).
Elle est l'athlète féminine la plus titrée de l'histoire dans des compétitions majeures (Jeux olympiques et championnats du monde) : septuple médaillée d'or olympique et quatorze fois championne du monde. En ajoutant une médaille de bronze sur 400, et l'or sur 4 x 400 m à sa collection lors des Jeux olympiques de Tokyo 2020, elle devient détentrice du record de onze podiums olympiques en athlétisme féminin, ce qui tous sexes confondus, la place seule derrière les douze médailles de Paavo Nurmi.
En sprint individuel, elle est particulièrement brillante sur 200 m : championne du monde, dès ses 19 ans, dans cette discipline, elle y possède le plus beau palmarès féminin de l'histoire. Sur 400 m, distance qu'elle aborde plus tardivement, elle s’impose rapidement, devenant championne du monde en 2015.
En courses par équipe, Allyson Felix est également l'athlète la plus titrée de l'histoire avec dix-huit médailles d'or majeures. Sur 4 x 400 m, elle est la plus rapide des relayeuses américaines. Elle n'est pas en reste sur 4 x 100 m, distance sur laquelle elle a battu, avec l'équipe américaine, le record du monde lors des JO de Londres en 2012.
Allyson Felix est considérée par beaucoup comme l'une des plus grandes sprinteuses de tous les temps non seulement pour son palmarès mais aussi pour l'élégance de sa foulée. En avril 2022, elle annonce sa décision de prendre sa retraite sportive après les championnats du monde 2022 qui ont lieu à Eugene.

## Carrière sportive

### 2000-2002 - «Chicken Legs», le phénomène du lycée

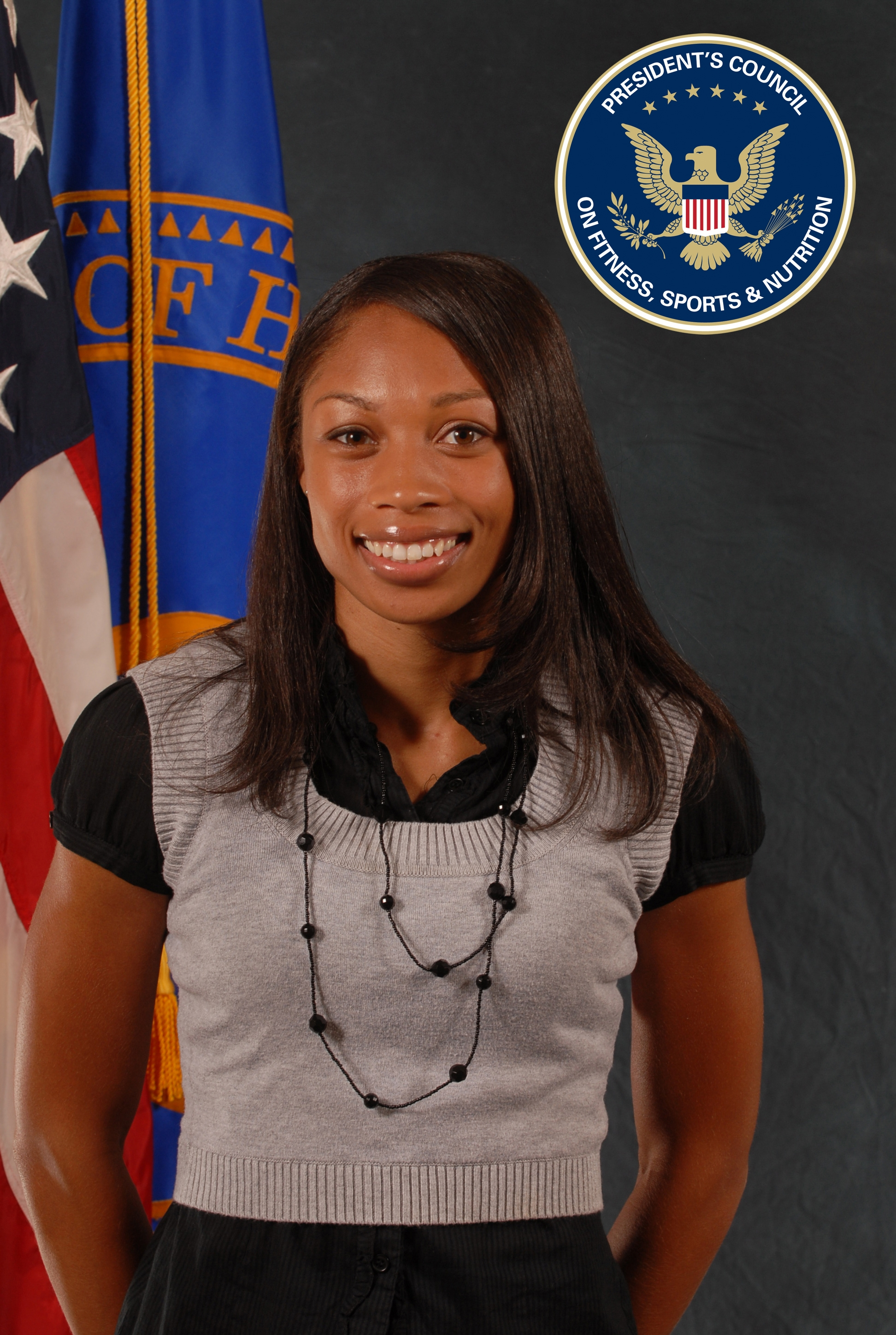
Allyson Felix en 2010.

D'origine créole française, le père d’Allyson Felix, Paul, est pasteur et sa mère, Marlean, est institutrice ; rien ne la prédispose à devenir une sportive de haut niveau. Elle se découvre un talent pour le sprint lors de son entrée au lycée baptiste de North Hills à Los Angeles en 2000. Le moins qu’on puisse dire est qu'elle n’a pas la morphologie d’une sprinteuse : ses camarades la surnomment Chicken Legs (« Jambes de poulet ») à cause de ses jambes très fines. Elle est très fluette, son cou et ses bras aussi sont très fins, son buste est étroit… C'est un poids plume et elle semble trop légère pour fendre l'air à 35 km/h sur 100 m. Quoi qu'il en soit, à 14 ans, elle se présente au championnat annuel inter-Lycées de Californie. Sur 200 m, après un bon premier tour en 23 s 90, Allyson — qui est la plus jeune finaliste — se classe septième de l'épreuve remportée par Monique Henderson.
Elle progresse très rapidement. Un an plus tard, lors de la même compétition, elle termine deuxième sur 200 m en 23 s 27 (+2,5 m/s) et elle remporte le 100 m en 11 s 61. Elle se présente ensuite aux championnats des États-Unis sur 200 m. Elle n'a que 15 ans. Avec un temps de 23 s 43, elle est éliminée en demi-finale pour un centième de seconde, mais les résultats de Kelli White, convaincue de dopage, sont annulés et Allyson Felix est reclassée officiellement huitième.
À la mi-juillet, Allyson Felix devient Championne du monde de la jeunesse du 100 m à Debrecen, en s'imposant devant Kerron Stewart en 11 s 57.
En 2002, elle signe son premier doublé 100 m - 200 m (11 s 40 et 22 s 83) aux championnats de Californie. Elle participe ensuite pour la première fois au championnat national junior sur 200 m et y termine deuxième (23 s 34), juste derrière Sanya Richards (23 s 31). Allyson Felix retrouvera cette dernière à de nombreuses reprises au cours de sa carrière : elles seront tantôt adversaires, sur 200 puis 400 m, tantôt équipières dans le relais 4 x 400 m américain, avec lequel elles remporteront 5 médailles d’or aux JO et aux Mondiaux.
Les deux rivales s'affrontent à nouveau sur 200 m lors des championnats du monde juniors 2002 disputés à Kingston, en Jamaïque. Sanya Richards remporte la médaille de bronze alors qu'Allyson Felix, blessée, ne termine qu'à la cinquième place. (Son grand frère (et futur agent) Wes Felix prend le bronze sur le 200 m masculin, dans une course remportée en 20 s 61 par Usain Bolt, alors âgé de seulement quinze ans).

### 2003 - Record du monde junior sur200m
À l'hiver 2003, elle termine deuxième du 200 m en 23 s 14 au championnat des États-Unis en salle, derrière Michelle Collins mais, celle-ci ayant été déclassée pour dopage, le titre lui est décerné officiellement l'année suivante. Ce temps de 23 s 14 est toujours le record national High School (lycée) en salle du 200 m.
Au meeting Mt. SAC Relays, elle remporte le 100 m High School en 11 s 29 et le 200 m en 22 s 51. Avec ce temps sur 200 m, elle efface le record national High School qui est aussi le record national junior que détenait Marion Jones depuis 1992 avec 22 s 58. Le 3 mai, elle réalise un coup d'éclat retentissant en s'imposant sur un  200 m en altitude en 22 s 11 lors du Grand Prix Banamex à Mexico. Cette performance, exceptionnelle à seulement dix-sept ans, constitue le record du monde junior en altitude.
Fin juin 2003, elle se présente pour la deuxième fois aux Championnats des États-Unis sur 200 m. La deuxième place lui est finalement attribuée (22 s 59), derrière Torri Edwards, Kelli White ayant été disqualifiée pour dopage. Fin août, Allyson Felix, à 17 ans, dispute ses premiers mondiaux (championnats du monde), à Paris. Alignée sur 200 m, elle est éliminée en demi finale (23 s 33) d'une course remportée par la Française Muriel Hurtis (22 s 70).
Elle sort diplômée de son lycée et signe un contrat avec la marque allemande Adidas. Celle-ci prend en charge ses frais de scolarité à l'université du Sud de la Californie mais, conformément à la législation en vigueur, ce contrat de sponsoring la contraint à renoncer aux compétitions universitaires.

### JO d'Athènes 2004 - Médaille d'argent sur200mà 18 ans
En juin 2004, elle se présente une seconde et dernière fois aux championnats juniors des États-Unis. Elle finit deuxième sur 100 m (11 s 23) derrière Ashley Owens, et s'impose sur 200 m (22 s 73). En juillet, la sprinteuse – qui est toujours junior – remporte à seulement dix-huit ans le 200 m des championnats des États-Unis en 22 s 28. Un résultat qui la qualifie pour ses premiers Jeux olympiques.

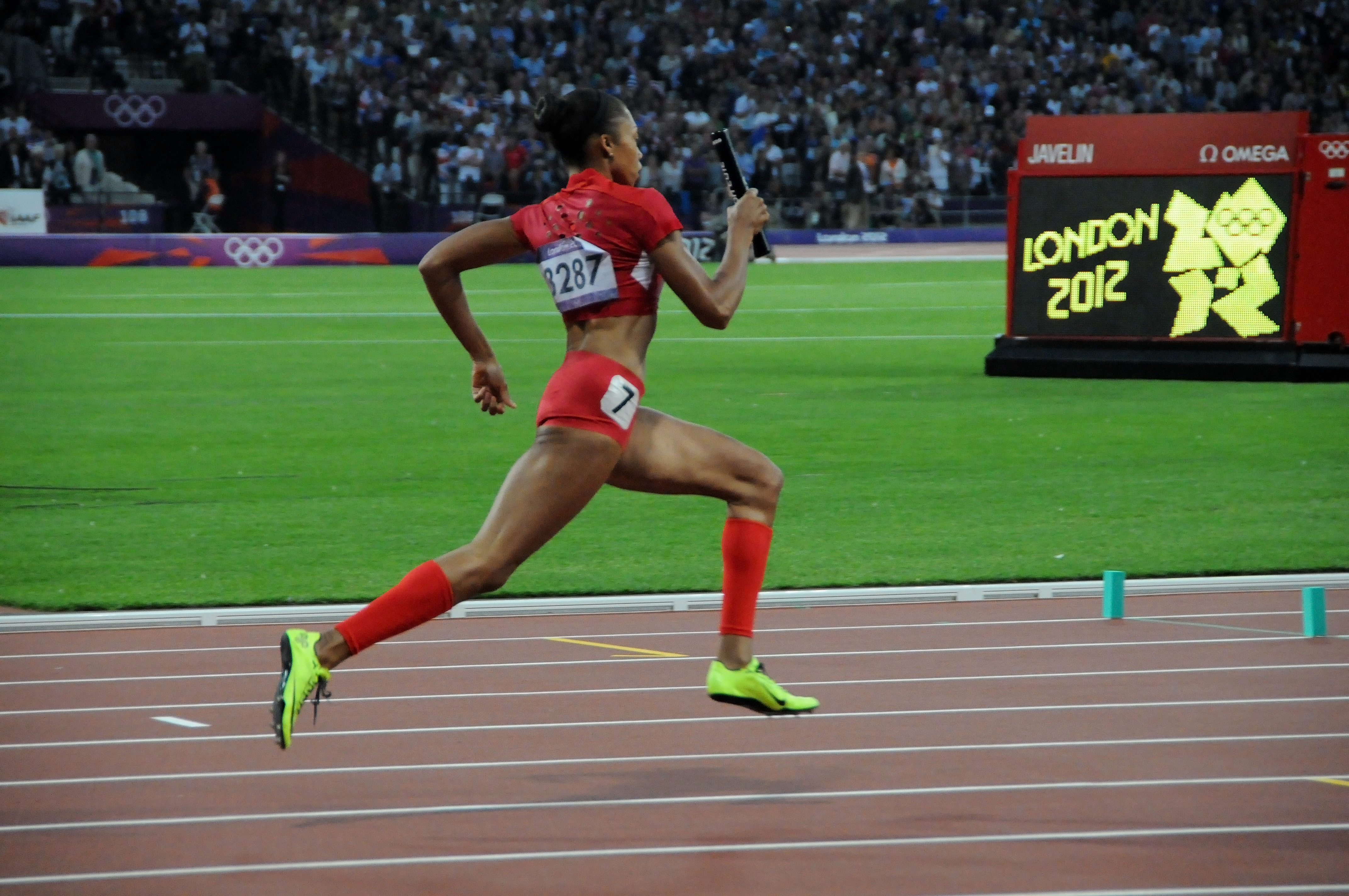
Allyson Felix en piste aux Jeux de 2012.

Lors de ces JO, à Athènes, elle remporte la médaille d'argent du 200 m en 22 s 18 derrière celle qui sera sa principale rivale sur cette distance dans les années à venir, la Jamaïcaine Veronica Campbell. Elle établit par la même occasion un nouveau record du monde junior. Elle bat ainsi la marque de 22 s 19 établit en 1980 par Natalya Bochina.

### Mondiaux Helsinki 2005 - Plus jeune championne du monde du200m
Allyson Felix commence la saison en remportant – pour la 2e fois déjà – le titre de championne des États-Unis sur 200 m, synonyme de qualification pour les Championnats du monde 2005 d’Helsinki. Lors de la finale de ces championnats, Allyson Felix, qui semblait largement battue, produit une stupéfiante accélération dans les 50 derniers mètres, elle passe Veronica Campbell-Brown puis la Française Christine Arron et s’envole vers la victoire. Temps : 22 s 16. À seulement 19 ans, « Chicken Legs » devient la plus jeune championne du monde de l'histoire du 200 m. Et c'est une victoire « à la Allyson Felix » : mauvais départ mais pointe de vitesse redoutable.
Elle remporte ensuite le 200 m des Finales IAAF (sorte de «championnat du monde d'athlétisme bis», épreuve aujourd'hui disparue) se déroulant à Monaco. Au cours de cette saison 2005, elle établit les trois premières performances mondiales sur 200 m. En parallèle au 200 m elle continue de s'aligner sur 100 et commence à s'essayer au 400 m. Elle remporte notamment un 100 m en 11 s 05 à Yokohama, et un 400 m en 51 s 12 à Norwich.
En 2006, aux Finales IAAF elle remporte le 200 m en 22 s 11 et termine 4e sur 100 m. Mais lors des Championnats des États-Unis, en méforme, elle ne se présente pas lors de la finale du 200 m après s'être qualifiée de justesse avec un 8e temps supérieur à 23 s (23 s 13). C'est la seule année où le titre lui échappe entre 2004 et 2009.

### Mondiaux Osaka 2007 - Triplé (200 m et relais)
Le 30 mai 2007, Allyson Felix abaisse son meilleur temps sur 100 m avec un 11 s 01 réalisé lors d'une 3e place à New York. Fin juin, elle décide donc de participer au 100 m du Championnats des États-Unis, où elle ne décroche qu'une 4e place en 11 s 25. Elle remporte cependant (devant Sanya Richards-Ross) un troisième titre national sur 200 m en 22 s 34. Le 7 août à Stockholm, elle remporte un 400 m en 49 s 70. Ainsi, sur cette distance également, elle améliore son record personnel.

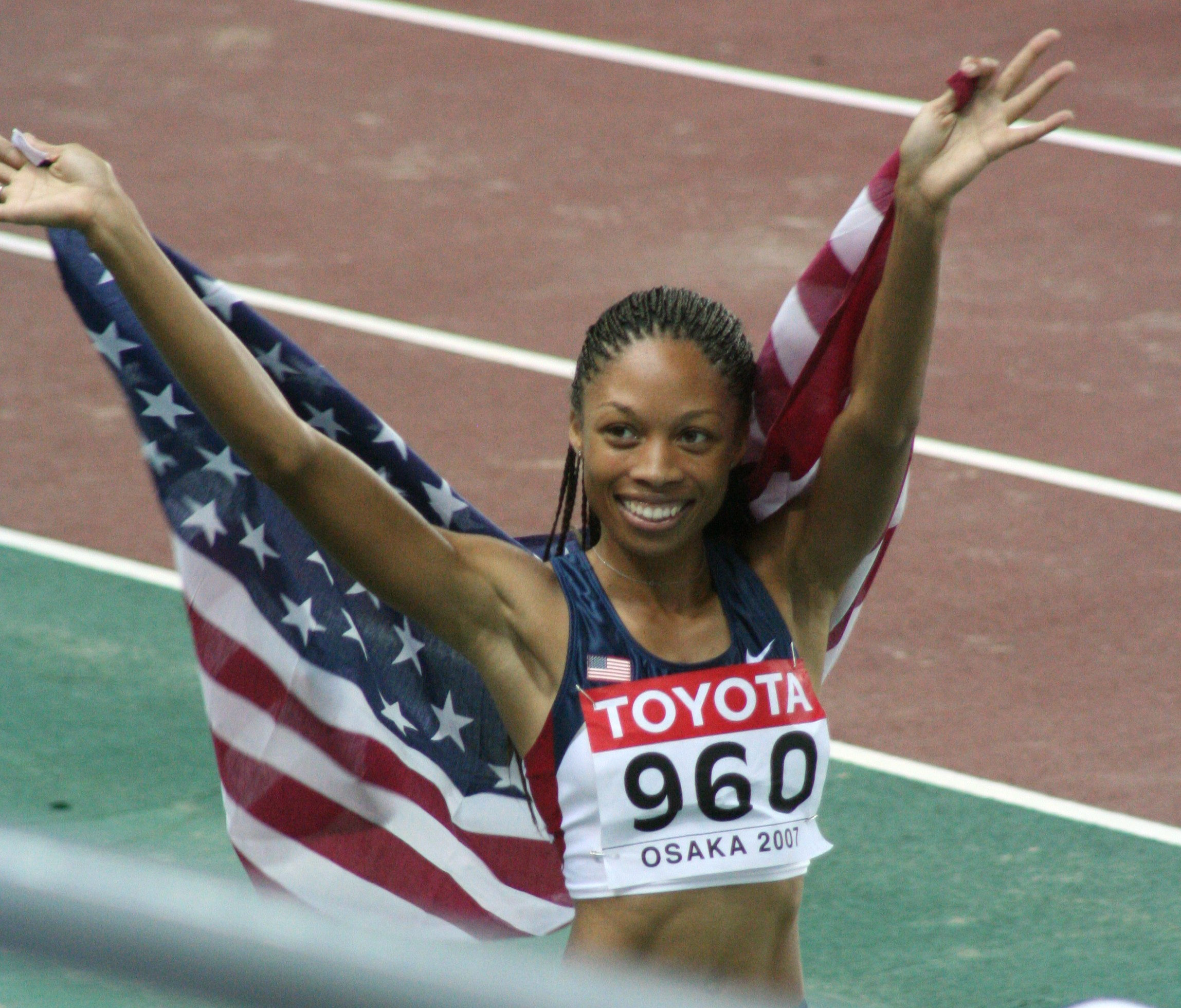
Allyson Felix après sa victoire à Osaka

La gracile américaine conserve ensuite aisément son titre mondial sur 200 m aux mondiaux d'Osaka en établissant la meilleure performance mondiale de la saison et aussi un nouveau record personnel en 21 s 81,, loin devant sa rivale Veronica Campbell. Lors de ces championnats elle fait la démonstration de sa polyvalence puisqu'elle remporte également l'or sur 4 × 100 m (avec Lauryn Williams, Mikele Barber et Torri Edwards) puis l'or encore sur 4 × 400 m (avec DeeDee Trotter, Mary Wineberg et Sanya Richards) avec un impressionnant deuxième relais : elle remonte facilement ses adversaires jamaïcaine et russe pour replacer l’équipe américaine en tête. Son temps, 48 s 01 est un des dix meilleurs jamais réalisé. Il laisse envisager un énorme potentiel sur cette distance.
Elle devient à cette occasion la seconde athlète, après Marita Koch, à remporter trois médailles d'or lors d'un seul championnat du monde.

### JO Pékin 2008 - Argent sur200m, or sur 4 x400m
Dominatrice depuis trois ans sur 200 m, l'objectif d'Allyson Felix est de devenir championne olympique du 200 m. Lors des sélections olympiques américaines, elle décroche un quatrième titre national et se qualifie donc pour Pékin. Elle s'aligne également comme en 2007 sur le 100 m, et même si elle passe pour la seconde fois de sa carrière sous les 11 s, elle termine à la 5e place en 10 s 96.
Aux Jeux olympiques de Pékin, elle échoue, dans le temps de 21 s 93, à la deuxième place, une nouvelle fois derrière Veronica Campbell, qui réalise alors le meilleur 200 m de la décennie (21 s 74). La Jamaïcaine, qui sera suspendue en 2013 pour un contrôle positif à un produit masquant (puis blanchie par le TAS pour non-respect des règles de contrôle de la part de l'agence jamaïcaine antidopage), aura donc privé Allyson Felix de deux médailles d'or olympique au cours de sa carrière.
Malgré sa déception, Felix remporte sa première médaille d'or olympique avec le relais 4 × 400 mètres. Elle assure un bon tour de piste en 48 s 55. Quand elle prend le témoin des mains de Mary Wineberg, l’équipe US, en difficulté, n'est que 3e. Elle dépasse ses concurrentes jamaïcaine et russe, elle les distance et met les deux relayeuses américaines suivantes, Monique Henderson et Sanya Richards-Ross sur les rails de la victoire.

### Mondiaux Berlin 2009 - Or sur200met 4 x400m

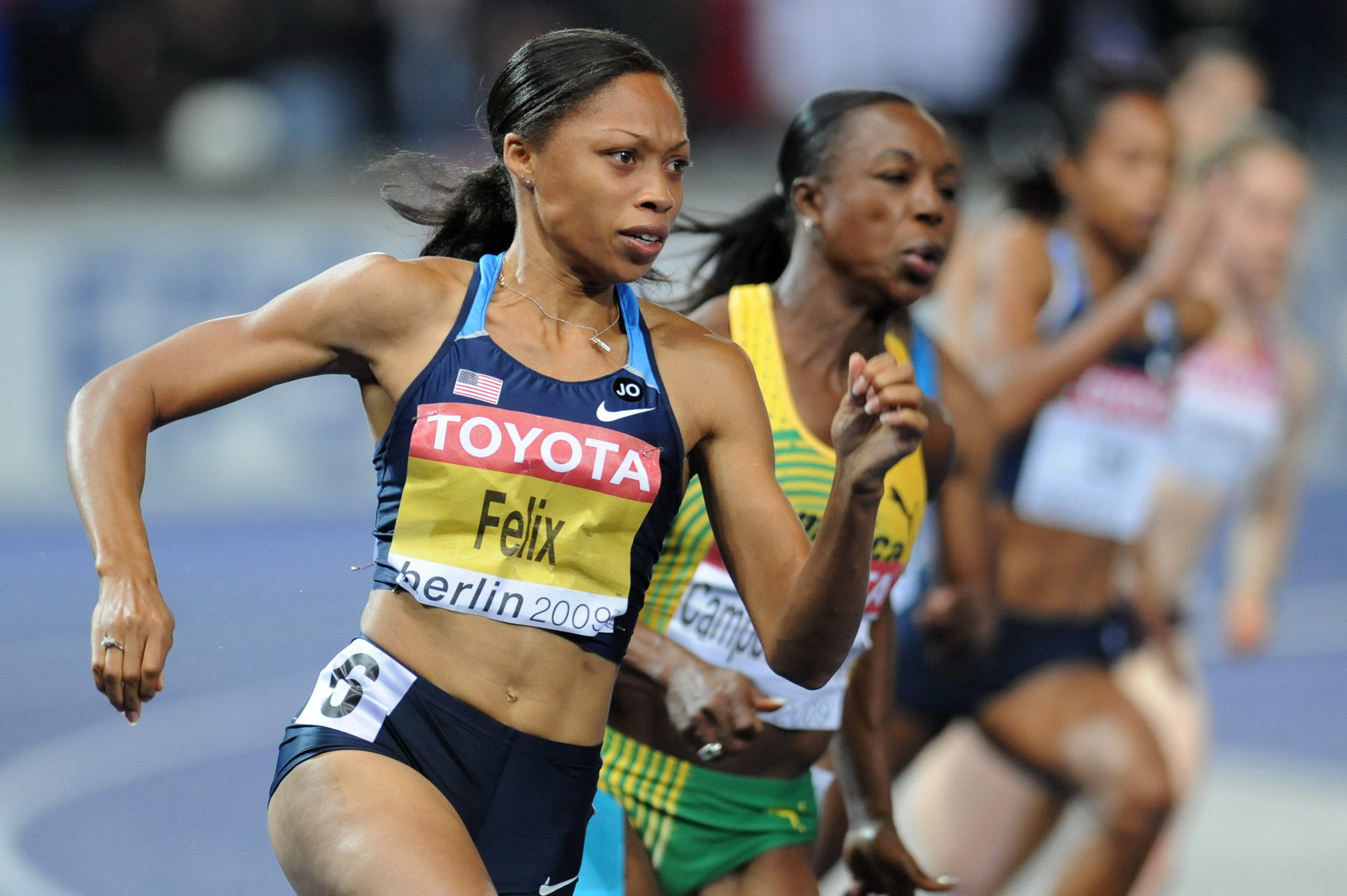
À Berlin, Allyson Felix prend sa revanche sur Veronica Campbell et remporte un troisième titre consécutif de championne du monde du 200 m.

Pour tenter d'oublier sa déception des Jeux olympiques, elle se fixe pour objectif de remporter un troisième titre mondial consécutif sur 200 mètres lors des Championnats du monde de 2009.
Le 28 juin, elle est de nouveau sacrée championne des États-Unis du 200 mètres. C'est son cinquième titre en six ans sur la distance. Par contre, elle ne parvient pas à se qualifier pour la finale du 100 mètres (9e temps des demi-finales), remportée par Carmelita Jeter. Le 31 juillet 2009, l'Américaine établit une nouvelle meilleure performance de l'année sur 200 m, en signant le temps de 21 s 88 lors du meeting DN Galan de Stockholm.
Aux mondiaux de Berlin, Allyson Felix, en remportant son troisième titre mondial sur 200 m en 22 s 02, prend sa revanche sur Veronica Campbell et bat aussi la Bahamienne Debbie Ferguson (vidéo). Quelques jours, plus tard, avec ses compatriotes Debbie Dunn, Lashinda Demus et Sanya Richards, elle remporte le relais 4 × 400 mètres, empochant son deuxième titre des championnats et son sixième titre mondial (voir vidéo). Elle ne fait pas partie du relais 4 x 100 m américain qui est disqualifié lors des séries.
Le 28 août 2009, elle termine deuxième du 400 m au Weltklasse Zurich en 49 s 83, mais loin derrière les 48 s 94 de la championne du monde Sanya Richards-Ross, sa compatriote du relais qui est invaincue sur la distance depuis août 2004 en Golden League (compétition qui se joue sur 6 meetings, remplacé l'année suivante par la Ligue de diamant qui en comprendra 14). En septembre, Felix remporte la finale IAAF du 200 m en 22 s 29, devançant cette fois Sanya Richards.
La saison 2010 ne présente, comme en 2006, aucun grand rendez-vous mondial en extérieur. Allyson tente une quatrième fois sa chance au 100 m lors des Championnats des États-Unis à Des Moines. Cette fois, elle remporte le titre en 11 s 27, devant LaShauntea Moore (11 s 34), mais elle ne présente pas sur 200 m. Ses meilleurs temps de la saison sur 200 m et 400 m seront un 22 s 03 lors d'une 2e place à New York en juin derrière Veronica Campbell-Brown (meilleure performance mondiale de l'année en 21 s 98) et un 50 s 15 sur 400 m réalisé à Doha en mai.
Avec quatre victoires sur 200 m et quatre autres sur 400 m, elle gagne la Ligue de diamant dans deux disciplines différentes lors de la même saison.

### Mondiaux Daegu 2011 - Bronze sur200m, argent sur400m, or sur les relais

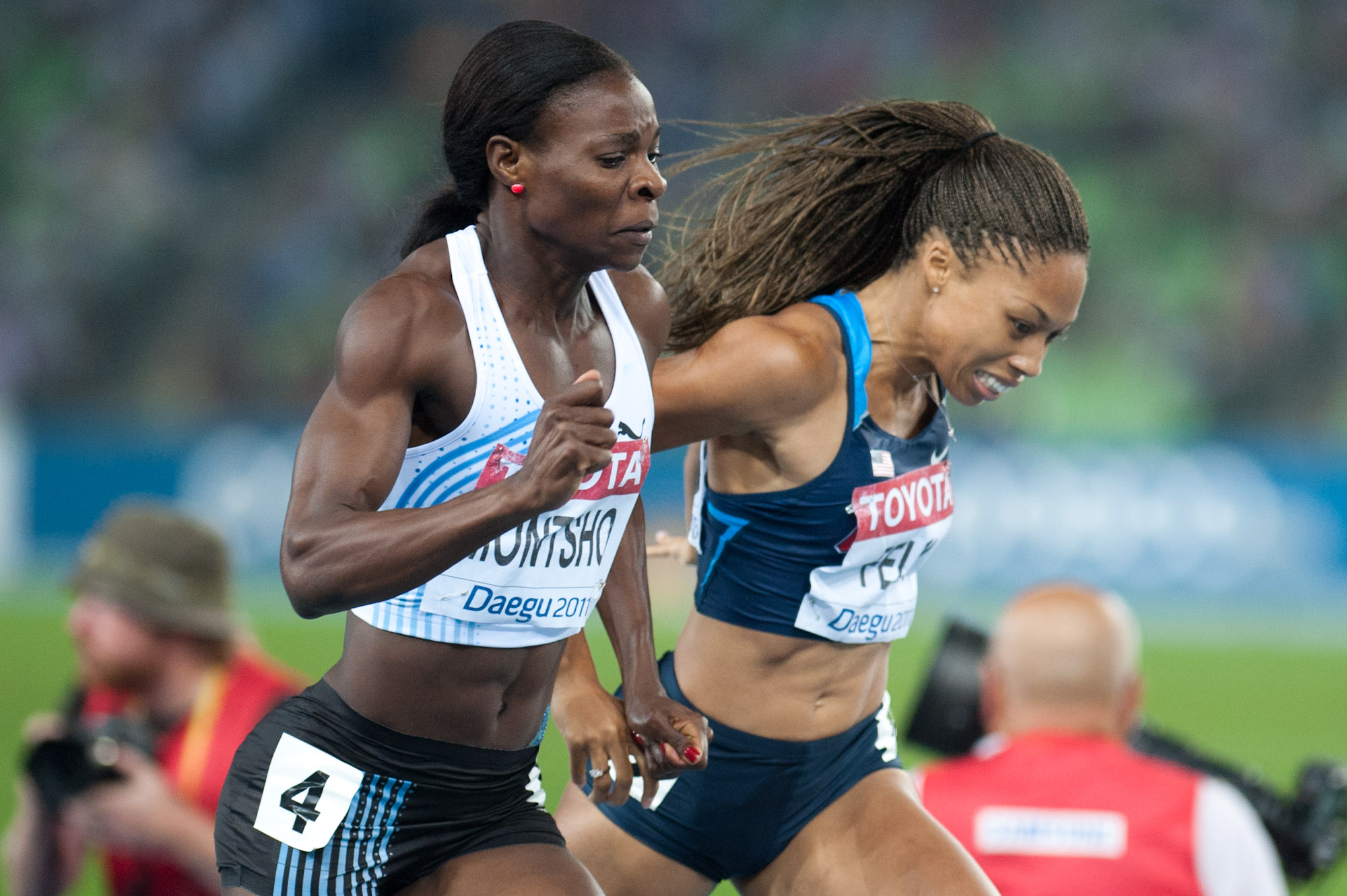
Allyson Felix échoue à 3 centièmes d'Amantle Montsho lors de la finale du 400 m des Championnats du monde de Daegu.

Allyson Felix se présente pour la première fois de sa carrière sur 400 m lors des Championnats des États-Unis à Eugene. Elle s'y impose en 50 s 40 et se qualifie pour les mondiaux.
Elle devient ainsi la première athlète de l'histoire de l'athlétisme américain à avoir obtenu le titre national sur 100, 200 et 400 m. Le 25 juillet, elle confirme sur son compte Twitter qu'en plus des deux relais, elle s'alignera bien sur 200 m et 400 m aux Mondiaux de Daegu.
Lors des championnats du monde de Daegu, Allyson commence son programme par le 400 m. Elle détient alors avec un 49 s 81 le quatrième temps de l'année derrière Anastasiya Kapachinskaya (49 s 35), Sanya Richards-Ross (49 s 66) et Amantle Montsho (49 s 71). Lors de la finale, Felix améliore encore son record personnel (49 s 59) mais échoue d'un souffle derrière Amantle Montsho (une athlète qui sera contrôlée positive en 2014), qui bat elle aussi son record du Botswana en 49 s 56 (vidéo) (voir vidéo).
Sur 200 m, vraisemblablement émoussée par les trois tours du 400 m, Allyson Felix ne termine que troisième en 22 s 42 (son plus mauvais temps à ce jour dans une finale de grand championnat), assez loin derrière sa rivale jamaïcaine Veronica Campbell-Brown (22 s 22) et la championne du monde du 100 m Carmelita Jeter (22 s 37). Malgré la déception de la perte de sa triple couronne, elle remporte les relais 4×100 (voir vidéo) et 4×400 m (voir vidéo) avec les États-Unis. Cela reste une performance exceptionnelle puisqu'elle remporte quatre nouvelles médailles mondiales dans les quatre épreuves où elle était engagée.
Avec ces quatre médailles remportées à Daegu, elle égale, à l'âge de 25 ans, le record de dix médailles aux Mondiaux que détient son compatriote Carl Lewis. Elle rejoint également Lewis et Michael Johnson au nombre de victoires avec huit médailles d'or.

### JO Londres 2012 - Triplé olympique (200 m et relais)

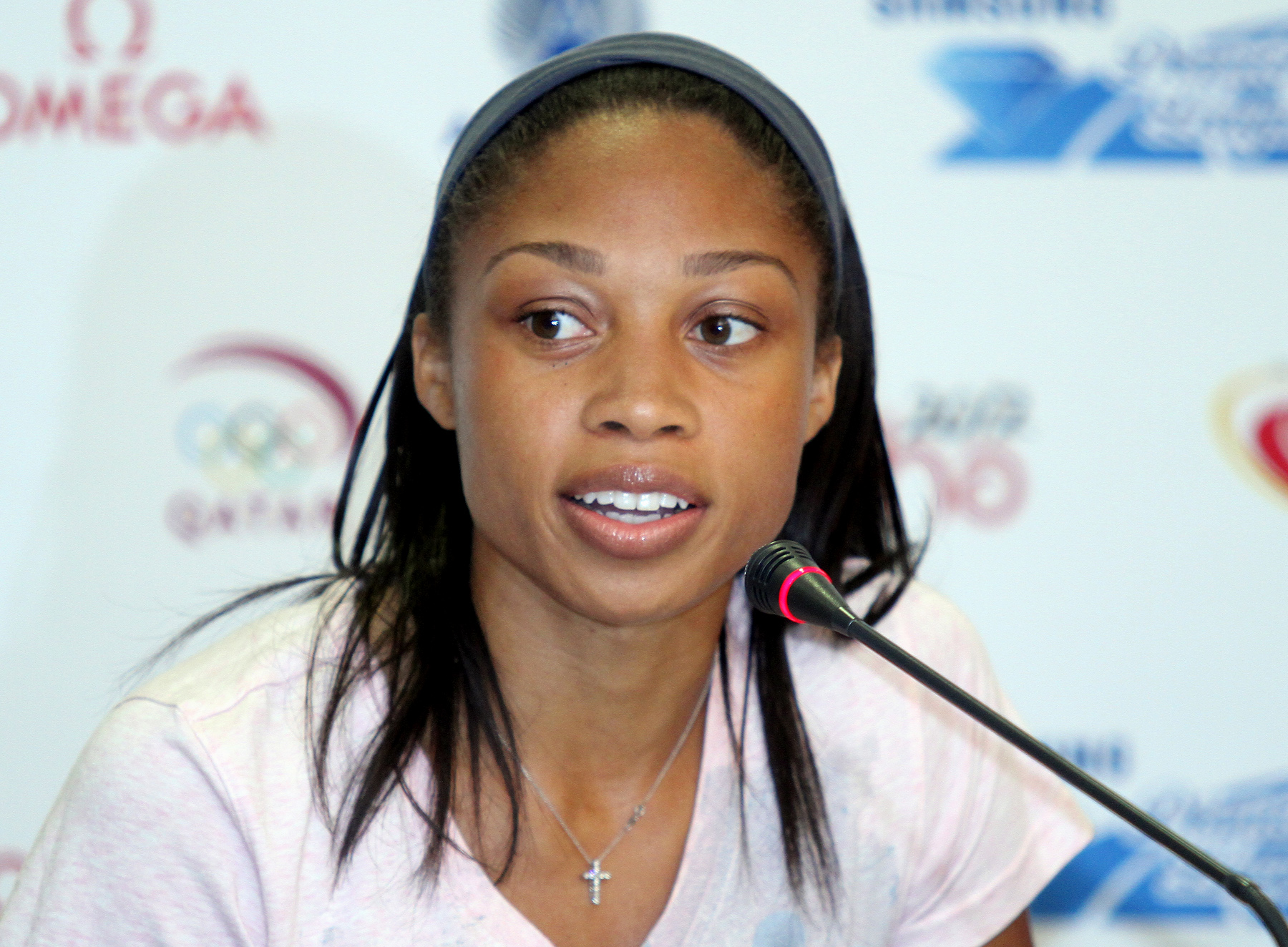
Allyson Felix en 2012 à Doha

En 2012, Allyson Felix ne veut surtout pas compromettre une nouvelle chance de titre olympique sur 200 m alors elle prend la décision d'abandonner temporairement le 400 m en individuel malgré ses bons résultats de l'année précédente sur cette distance. Elle décide toutefois de retenter sa chance sur le 100 m, distance où ses chances de médaille mondiale en individuel restent bien moindre par rapport au 400 m, car son déficit d'explosivité au départ ne lui permet pas de rivaliser avec les favorites sur une distance aussi courte. Mais le 100 m a plusieurs avantages. Il est beaucoup moins épuisant physiquement que le 400 m, et le programme des épreuves le place quelques jours avant le 200 m, ce qui fait office de préparation idéale.
Les débuts sont encourageants, puisque dès le 11 mai à Doha, elle améliore d'un centième de seconde son record personnel sur 100 m (10 s 92).

Fin juin, lors des sélections olympiques américaines à Eugene, Allyson Felix se classe troisième ex-aequo du 100 m avec Jeneba Tarmoh. L'USATF se demande comment départager les deux sprinteuses (qui ont d'ailleurs le même entraîneur) : tirage au sort ? Nouveau duel ? Finalement Jeneba Tarmoh annonce qu'elle se désiste en faveur d’Allyson Felix. Dans l'intervalle, Felix avait remporté très largement son sixième titre national sur 200 m, dans l'excellent temps de 21 s 69. Elle améliore ainsi son record personnel, elle signe aussi le meilleur temps sur la distance depuis 14 ans et elle devient la quatrième athlète la plus rapide de l'histoire sur le demi tour de piste après Florence Griffith-Joyner (21 s 34), Marion Jones (21 s 62 en altitude) et Merlene Ottey (21 s 64). Aux Jeux olympiques d'été 2012, Allyson Felix s'alignera donc dans quatre courses différentes (100 m, 200 m, 4 x 100 m, 4 x 400 m).

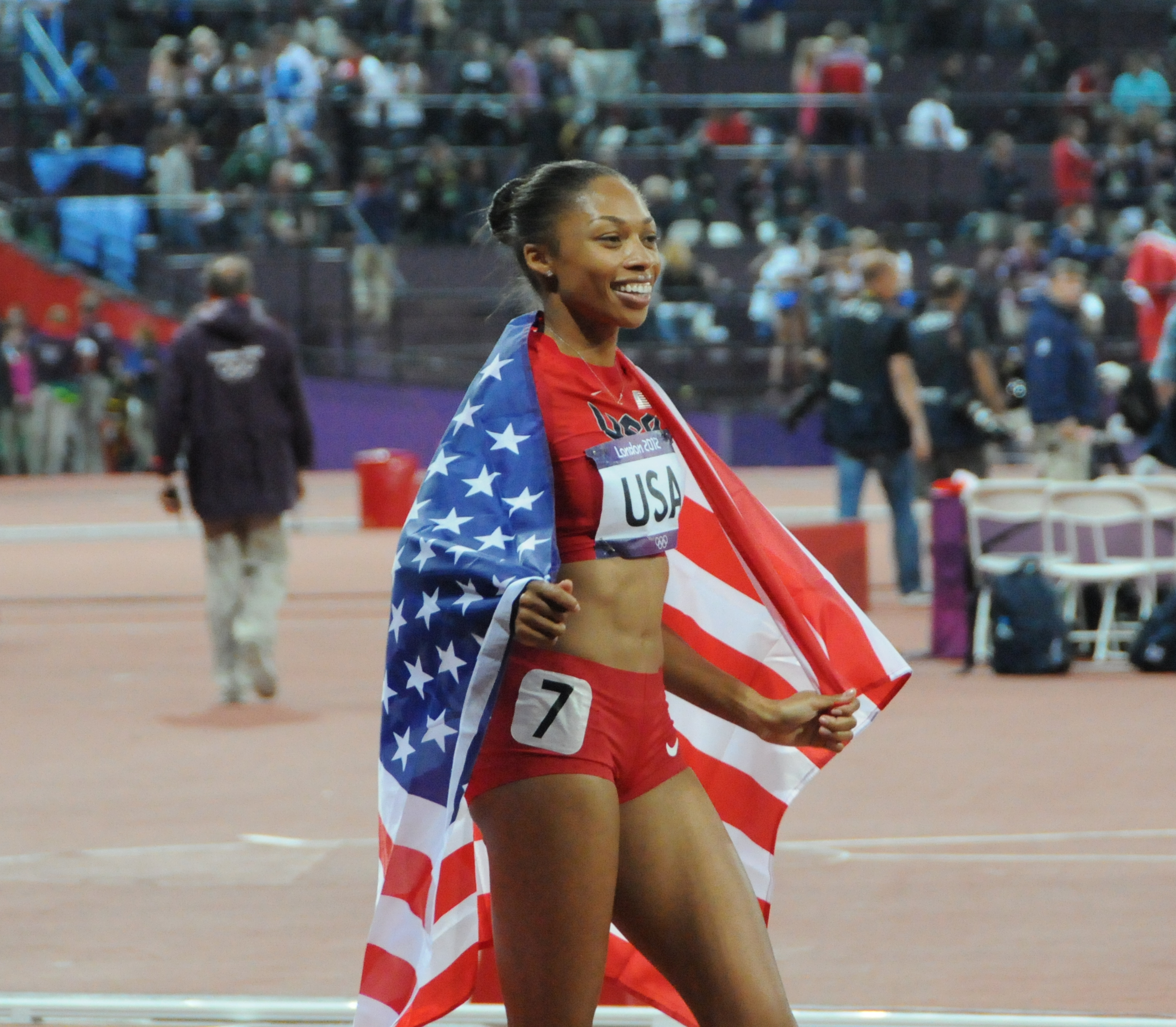
Allyson Felix après son titre olympique du relais 4 × 400 m en 2012 aux Jeux de Londres

Le 4 août 2012, pour sa première épreuve, elle obtient une cinquième place honorable lors de la finale du 100 m lors d'une course très rapide remportée en 10 s 75 par la Jamaïcaine Shelly-Ann Fraser-Pryce. Après avoir pris le plus mauvais départ des 8 concurrentes, elle produit une remarquable accélération et elle améliore son record personnel (10 s 89). Néanmoins cette 5e place est un nouvel échec sur cette distance, il signifie une fois de plus qu’il y a 4 sprinteuses plus rapides qu’elle sur cette distance. Cela l’amène à réfléchir à nouveau, avec son coach, à l'éventualité de l’abandon de cette distance en individuel au profit du 400 m.
Quatre jours plus tard, elle réalise son rêve : elle est pour la première fois sacrée championne olympique dans une épreuve individuelle en s'imposant sur sa distance favorite le 200 mètres, dans un temps de 21 s 88. Sur la fin de la course, elle remonte la double championne olympique jamaïcaine du 100 m Shelly-Ann Fraser-Pryce (2e) et Veronica Campbell-Brown (4e). Carmelita Jeter vient prendre la 3e place (voir vidéo).
Le 10 août, elle est la deuxième relayeuse américaine lors de la finale du 4x100m. L'équipe des États-Unis, composée de Tianna Madison, Felix, Bianca Knight et Carmelita Jeter, remporte la médaille d'or devant la Jamaïque dans le temps sans appel de 40 s 82. Elles écrasent ainsi le record du monde établit en 1985 par l'Allemagne de l'Est (41 s 37) (voir vidéo).
Le lendemain, Felix remporte son troisième titre avec l'équipe du relais 4 × 400 mètres qui décroche l'or avec un temps de 3 min 16 s 87 (voir vidéo). Troisième temps olympique de l'histoire derrière les soviétiques de 1988 et les allemandes de l'est de 1984. Allyson Felix montre encore tout son potentiel inexploité sur cette distance puisqu'elle court le deuxième relais en 48 s 20. Elle remporte donc 3 titres olympiques en 2012, comme Usain Bolt chez les hommes, et devient après Betty Cuthbert, la seconde athlète de l'histoire à être médaillée d'or olympique sur les trois distances du sprint.
Allyson Felix est élue athlète féminine de l'année 2012 par l'IAAF, tandis que chez les hommes c'est à Usain Bolt que le titre est décerné.

### 2013 - 2014 - Blessure sur200maux mondiaux de Moscou et retour à la compétition

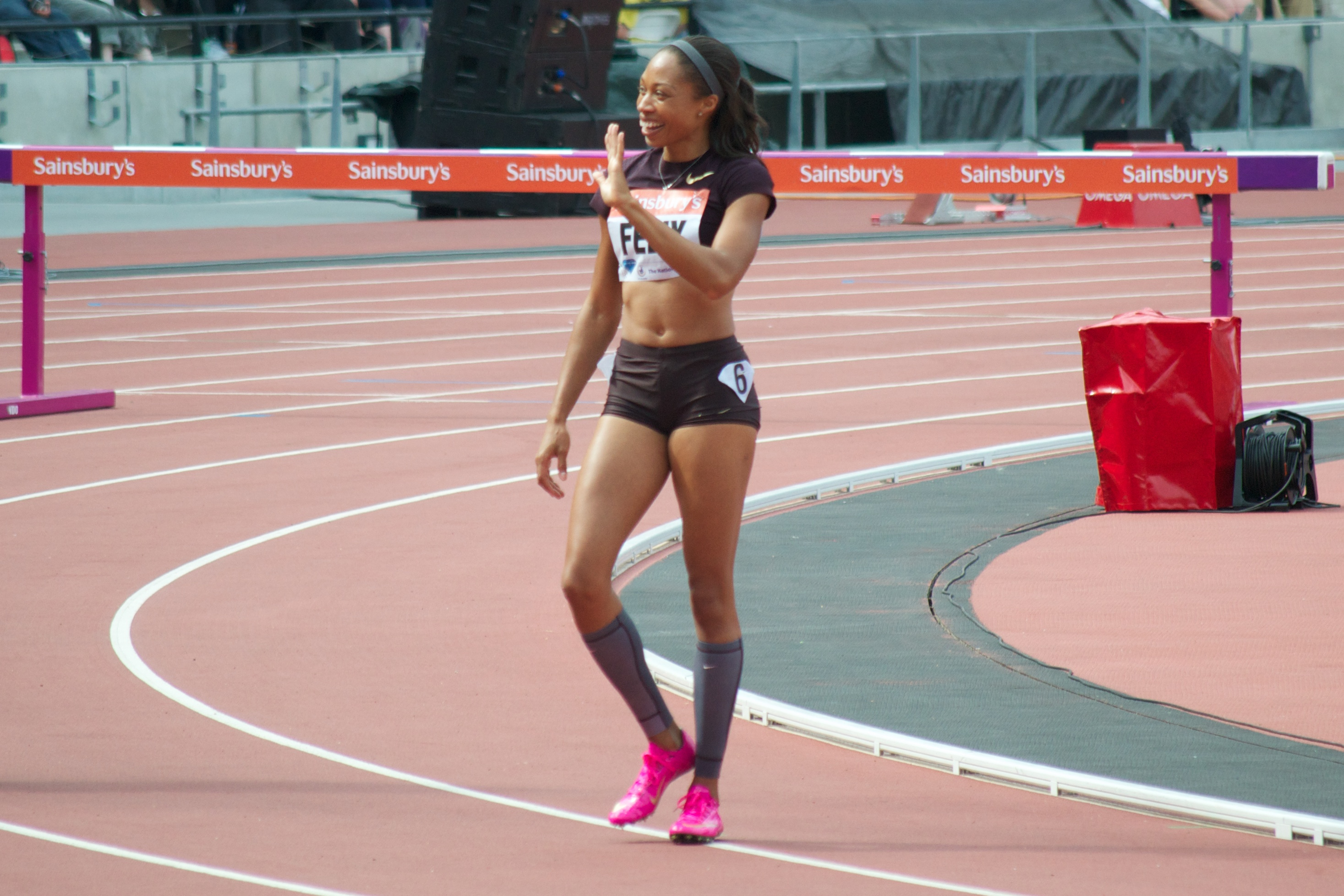
Allyson Felix au meeting de Londres en 2013.

Lors des championnats du monde de Moscou, Allyson Felix réalise le meilleur temps des demi-finales en 22 s 30, qui est également son meilleur temps de la saison. Désireuse de reconquérir son titre mondial, ses espoirs s'envolent lorsqu'elle s'écroule au sol dans le virage de la finale du 200 m, victime d'une déchirure aux ischio-jambiers droits. Son grand frère, Wes, vient la rejoindre sur la piste, la soulève et la porte dans ses bras jusqu'aux vestiaires (voir vidéo). En son absence, aucun des deux relais féminins ne parvient à remporter la médaille d'or, battus par la Jamaïque sur 4 x 100 m et la Russie sur 4 x 400m. Depuis le début de sa carrière, les États-Unis ont toujours remporté la médaille d'or lorsque Felix était alignée dans une finale mondiale ou olympique.

#### 2014: 22 s 02 sur200m
Allyson Felix se soigne et l'objectif lors de cette saison sans échéance majeure est de retrouver son meilleur niveau. Fin juin, n'ayant pas encore retrouvée son niveau, elle est en difficulté lors des séries du 100 m des championnats des États-Unis et se qualifie de justesse pour les demi-finales. Elle ne se présentera pas au départ du tour suivant et annonce que cela était convenu dès le départ avec son entraîneur Bob Kersee afin de ne « pas trop forcer ». Le 5 juillet, elle se classe deuxième du 200 m du Meeting Areva au Stade de France en 22 s 34, battue par Blessing Okagbare (22 s 33).
En fin août, elle s'impose sur 200 m au meeting de Stockholm puis établit à Bruxelles la meilleure performance mondiale de l'année (pour la sixième fois de sa carrière, record partagé avec Marita Koch) en 22 s 02, et remporte par la même occasion la Ligue de diamant sur la distance pour la seconde fois de sa carrière (après 2010).

### Mondiaux Pékin 2015 - Championne du monde sur400m, argent sur les relais

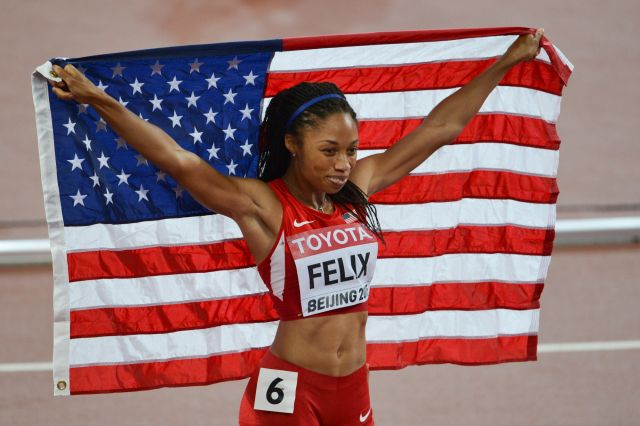
Allyson Felix après sa victoire sur 400 m aux championnats du monde 2015, à Pékin.

En 2015, Felix est qualifiée automatiquement pour les mondiaux sur 200 m en tant que vainqueur de la Mètre. Elle décide de s'aligner alternativement sur 200 et 400 m durant la saison, avec pour objectif de tenter comme un 2012 le doublé 200 m - 400 m aux mondiaux, en préparation des Jeux olympiques de 2016 qui doivent être le sommet de sa carrière.
Elle s'aligne donc, comme en 2011, sur le 400 m du Championnats des États-Unis afin de se qualifier pour les mondiaux. Alors qu'elle est quatrième à l'entrée de la dernière ligne droite, elle effectue un retour fulgurant et s'impose en 50 s 19 devant Natasha Hastings et Phyllis Francis. Francena McCorory, auteure de la meilleure performance mondiale de l'année, termine 4e. Sanya Richards-Ross, la championne olympique 2012 n'a elle pas réussi à se qualifier pour la finale.
La programmation de l'IAAF ne permet pas à Allyson de concourir de manière optimale sur 200 et sur 400 m. En effet, les demi-finales du 200 m se déroulent seulement 75 minutes avant la finale du 400 m. Alors qu'elle possède la meilleure performance mondiale de l'année sur 200 m, Felix décide de sacrifier la conquête d'une quatrième médaille d'or sur sa distance favorite pour tenter « un challenge plus excitant », celui décrocher une première médaille d'or individuelle sur le 400 m. Elle espère toutefois que la fédération internationale modifiera la programmation prévue aux Jeux olympiques 2016, afin de tenter d'accomplir son rêve de doublé 200 m - 400 m, en plus des deux relais.

#### Mondiaux de Pékin

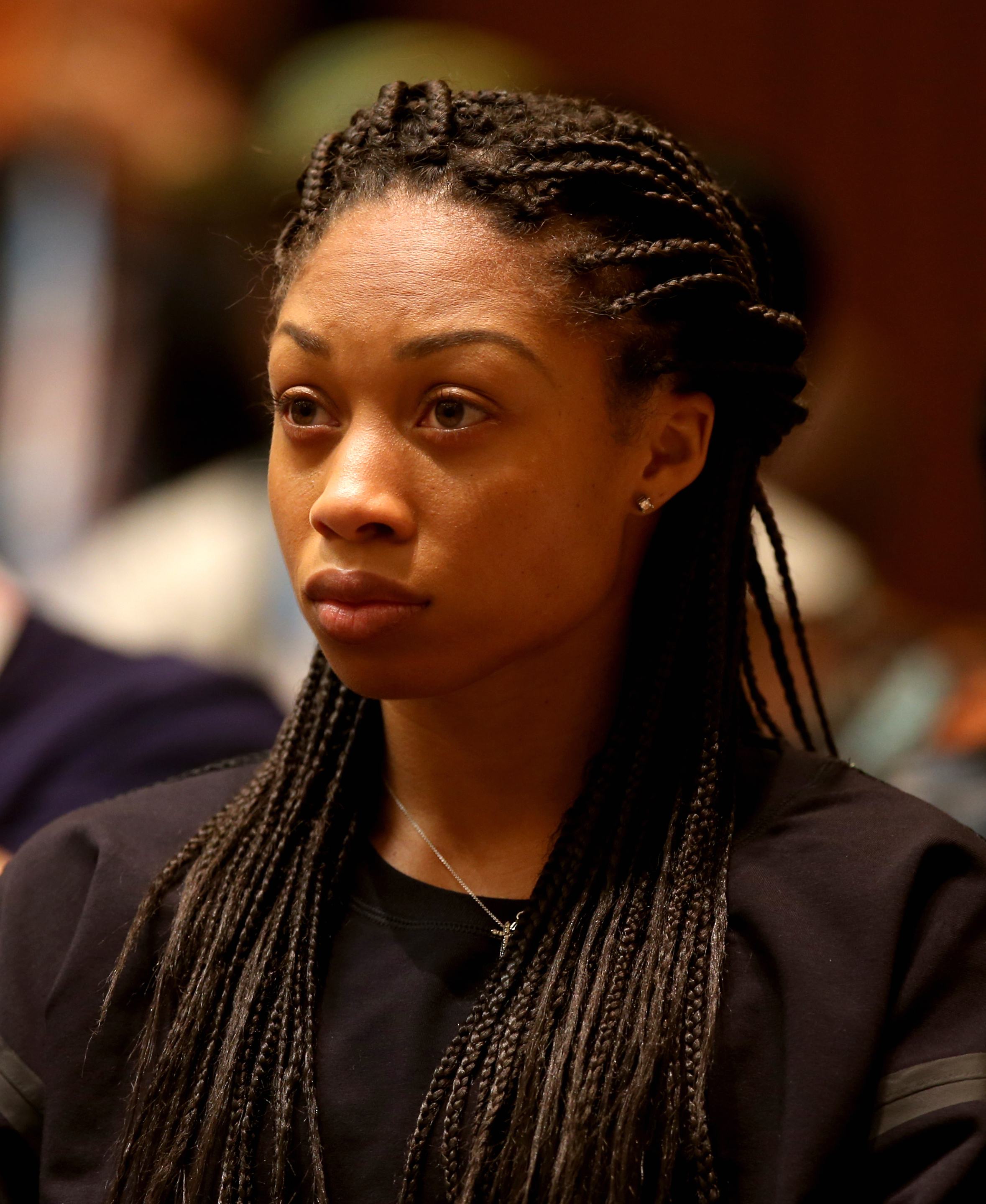
Allyson Felix en 2015 à Doha.

Allyson Felix se présente aux mondiaux de Pékin avec un temps de référence en 2015 de 50 s 05 sur 400 m. En l'absence de ses compatriotes Francena McCorory et Sanya Richards-Ross, elle n'est devancée aux bilans mondiaux que par la jeune et immense Shaunae Miller-Uibo des Bahamas (49 s 92). Lors de la finale, Felix utilise sa vitesse de base du 200 m et prend un départ très rapide puisqu'elle dépasse la championne du monde en titre, la Britannique Christine Ohuruogu, partie devant elle, en moins de huit secondes. Temporisant dans la ligne opposée, elle laisse la britannique revenir à hauteur puis ré-accélère à l'entrée du dernier virage pour ressortir en tête. Elle maintient un écart confortable jusqu'à la ligne et s'impose finalement en 49 s 26 (nouveau record personnel et le meilleur temps de l'année) devant la jeune Bahamienne Shaunae Miller-Uibo et les quatre jamaïcaines du relais. Ohuruogu, championne olympique 2008, qui a fait l'erreur de tenter de revenir trop tôt sur l'américaine, a "explosé" dans la dernière ligne droite et termine dernière de la finale. À cette occasion, Allyson Felix devient ainsi la première athlète féminine championne du monde du 200 m et du 400 m en individuel depuis la création des mondiaux d'athlétisme en 1983.
Avec les relais américains, elle s'incline pour la première fois en grande compétition. Devancée à deux reprises par la Jamaïque, les équipes américaines doivent se contenter, de deux médailles d'argent. Lors de la finale du relais 4 x 400 m, Felix qui prend le témoin avec 1,99 secondes de retard sur McPherson, réalise un troisième relais supersonique (47 s 72) et replace les États-Unis avec 0,48s d'avance pour le dernier tour. Mais la dernière relayeuse américaine Francena McCorory se fait passer à quelques mètres de la ligne d'arrivée par Novlene Williams-Mills. Seuls deux athlètes dans l'histoire ont réalisé un meilleur 400 m en relais qu'Allyson Felix à Pékin, la Tchèque Jarmila Kratochvílová en 1982 (47 s 60) et l'Allemande (de l'ex-RDA) Marita Koch en 1984 (47 s 70).

### JO Rio de Janeiro 2016 - Argent cruel sur400m, or sur les relais
Fin novembre 2015, l'Américaine annonce qu’elle a demandé la modification du planning des Jeux olympiques de Rio dans le but de réaliser lors d'un JO un doublé 200 m - 400 m en sprint individuel. Seules l'Américaine Valerie Brisco-Hooks en 1984 et Marie-José Pérec en 1996 ont réalisé cet exploit. Et Allyson souhaite faire encore mieux en s’alignant en plus sur les relais 4 x 100 et 4 x 400 m. Le 16 janvier 2016, sa demande est acceptée.

#### Sélections olympiques américaines
Diminuée par une blessure à la cheville en avril lors d’un entraînement, Allyson Felix arrive, en début juillet, aux sélections olympiques américaines avec une préparation insuffisante. Cela ne la handicape pas sur le 400 m qu’elle remporte, le 4 juillet, en remontant deux concurrentes dans les 100 derniers mètres. Elle établit même, avec 49 s 68, la meilleure performance de l’année. Elle n’en revient pas : « il y a 2 mois je ne pouvais même pas marcher ! »
Mais, le 10 juillet, son rêve de doublé se brise lorsqu'elle se classe seulement 4e sur le 200 m, en 22 s 54, à 1 centième de Jenna Prandini. Elle explique cette contre-performance par le temps trop court dont elle a disposé, du fait de sa blessure, pour s’entraîner spécifiquement sur la vitesse. Allyson est d’autant plus amère que son adversaire obtient ce résultat grâce à une chute en avant à l’arrivée : c'est le pied d’Allyson qui passe le premier la ligne d’arrivée, mais la tête -- et c’est cela qui compte -- de son adversaire passe cette ligne avant la sienne. Son absence sur 200 m à Rio de Janeiro anéantit aussi bien sûr ses espoirs d’accomplir l’exploit inédit de rentrer des Jeux olympiques avec quatre médailles, deux en individuel, deux en relais.

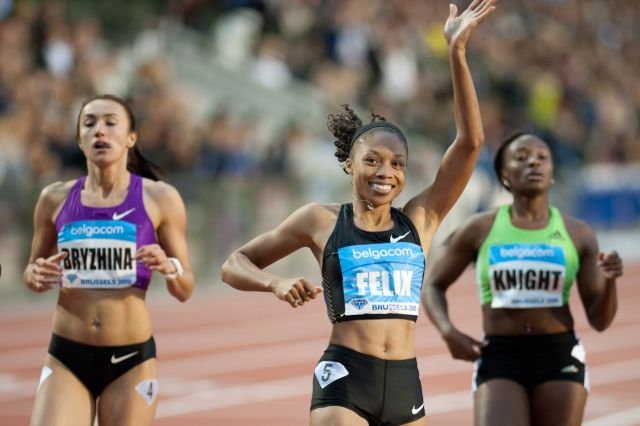
Allyson Felix à Bruxelles en 2010.

#### Jeux olympiques de Rio: 1) Argent sur400m
Le 10 août, à Rio de Janeiro, lors de la finale du 400 m, selon un scénario désormais éprouvé, Allyson Felix, grâce à son finish meurtrier, passe Shaunae Miller-Uibo dans les derniers mètres… Mais – coup de théâtre – celle-ci lui ravit la victoire en plongeant littéralement sur la ligne. La tête d’Allyson passe cette ligne sept centièmes de seconde après celle de Miller qui est déclarée victorieuse en 49 s 44. L’image de ce « plongeon victorieux » fait le tour du monde et nombreux sont ceux qui s’interrogent sur la validité de cette victoire mais le fait est qu’aucun règlement ne mentionne que le 400 m sur piste est une course à pied qui doit s’accomplir du début à la fin en courant. Très vite fleurissent sur l'Internet des photomontages ironiques sur cette surprenante victoire. Sur l’un d’eux, on voit Shaunae Miller-Uibo plongeant au départ d’une course de natation aux côtés de vrais nageurs. Sur un autre, elle plonge sur le ballon dans un match de foot américain, etc.

#### Frayeur sur le relais 4 x 100 m
Le sort semble s’acharner sur Allyson Felix quand, sur le relais 4 x 100 m, elle se voit éliminée dès les séries avec ses coéquipières Tianna Bartoletta, English Gardner et Tori Bowie. Mais l'équipe américaine dépose une réclamation. En effet, Allyson a été bousculée par la Brésilienne courant à sa droite lors du passage du témoin, elle a tenté de lancer celui-ci à la relayeuse suivante, English Gardner mais cette dernière n’a pas réussi à l’attraper. Les Américaines ont terminé à la dernière place. Elles obtiennent le droit de recourir seules l’épreuve le soir dans le même couloir, mais doivent courir plus rapidement que les 42 s 75 réalisées par les chinoises, dernières qualifiées au temps. Le stade n'ayant pas neuf couloirs pour le relais, une des équipes devait être éliminée. Les américaines se qualifient et remportent la finale le 19 août devant les Jamaïcaines en 41 s 01. Deuxième chrono de l’histoire après celui de 40 s 82 qu’Allyson et son équipe avaient réalisé en 2012 à Londres.

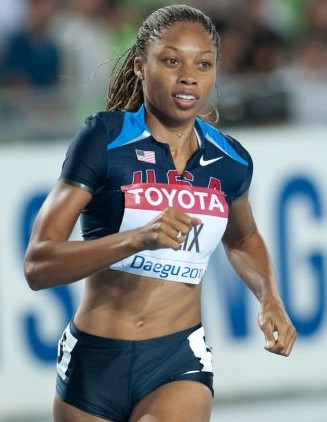
Allyson Felix, Daegu, 2011.

#### Titre sur 4 x 400 m
Allyson Felix retrouve le sourire. Le lendemain elle remporte sans coup férir le 4 x 400 m avec ses équipières du relais américain, Courtney Okolo, Natasha Hastings et Phyllis Francis. Elle prend le quatrième relais et creuse irrésistiblement l’écart avec la Jamaïcaine qui la talonne pendant les 2 tiers du parcours pour finir en 3 min 19 s 06.
Avec ces 3 médailles supplémentaires, Allyson Felix totalise 9 médailles olympiques, 6 en or, 3 en argent. Elle devient – avec la Jamaïcaine Merlene Ottey – l'athlète féminine la plus médaillée de l'histoire des JO. Si l’on ne comptabilise que les médailles d'or elle surpasse toutes les femmes. Elle n’est devancée que par 4 hommes : Paavo Nurmi, Carl Lewis, Usain Bolt (9 médailles) et Ray Ewry (8).
À l’issue de ces Jeux, à la question de son hypothétique présence aux Jeux olympiques de 2020 – elle aura alors 34 ans – Allyson Felix répond : « Je n’y pense pas encore vraiment, je vais prendre ce qui vient année par année. » Elle sera donc vraisemblablement présente aux Championnats du monde de Londres en 2017.

### Mondiaux de Londres 2017 - Bronze sur400m
Le 8 mai 2017 elle annonce que même si Los Angeles devenait hôte pour les Jeux olympiques de 2024, elle n'y participerait pas. Elle aura alors 38 ans.
Le 21 mai, Felix fait son retour sur la distance reine du 100 m après deux ans sans l'avoir pratiqué, et ce à l'occasion du Jamaica International Invitational. Elle termine 3e de la course en 11 s 07. Fin mai, elle se classe 5e du 200 m dy Prefontaine Classic de Eugene, étape de la Ligue de Diamant en 22 s 33, loin derrière Tori Bowie (21 s 77). Le 10 juin, elle réalise son premier 400 m de la saison lors du Meeting de Kingston qui fête le jubilé d'Usain Bolt et s'impose en 50 s 52.
Fin juin, lors du Championnats des États-Unis, elle concourt uniquement sur 200 m et réalise le 2e temps des demi-finales mais ne se présente pas au départ de la finale. Après son échec dans la qualification sur 200 m aux JO 2016 de Rio et étant donné la concurrence actuelle sur son ancienne distance fétiche, Alyson Felix va consacrer sa saison à la conservation de son titre de championne du monde du 400 m.
Le 9 juillet, lors du London Grand Prix et pour sa dernière course de préparation avant les Mondiaux, Felix bat la meilleure performance mondiale de l'année détenue jusqu'alors par sa compatriote Quanera Hayes (49 s 72) en remportant le 400 m en 49 s 65.

#### Mondiaux de Londres
Allyson Felix annonce en conférence de presse le 3 août (veille du début des championnats) qu'elle s'alignera sur 400 m, le relais 4 x 100 et 4 x 400 m, comme à Pékin en 2015. Sur son épreuve individuelle, l'Américaine passe sans encombre les séries (52 s 44) et les demi-finales (50 s 12). La finale a lieu sur une piste détrempée, particulièrement pour les couloirs intérieurs comme le sien. Elle prend un départ assez rapide pour suivre le rythme très élevé de Shaunae Miller-Uibo (partie au couloir 7) et sort du dernier virage en deuxième position derrière sa rivale, mais va coincer dans les cinquante derniers mètres. Elle se fait dépassée par sa compatriote Phyllis Francis qui remportera le titre (49 s 92, record personnel), tandis que Shaunae Miller-Uibo qui a fait toute la course en tête, faiblit, puis craque complètement à 30 mètres de l'arrivée (elle terminera 4e). Enfin, la jeune Bahreïnie de 19 ans Salwa Eid Naser (50 s 06, record personnel) la double sur la ligne d'arrivée. Allyson Felix termine donc la course 3e en 50 s 08, soit son plus mauvais temps sur le tour de piste lors d'une finale.
Les 12 août et 13 août, Allyson Felix est sacrée respectivement avec les relais 4 x 100 m et 4 x 400 m américains. Lors du relais 4 x 400 m, elle réalise une nouvelle fois le meilleur temps des relayeuses engagées en 48 s 60 lancée. Elle remporte ainsi une 16e médaille mondiale, dépassant le record de 14 médailles de Merlene Ottey et d'Usain Bolt.

### Saison 2019 - Retour de grossesse contrasté et deux nouveaux titres aux championnats du monde
Absente du circuit fin 2018 pour cause de grossesse, Allyson Felix annonce son retour à la compétition pour les championnats des États-Unis 2019. Le 25 juillet, près de huit mois de la naissance de sa fille, elle termine seulement 4e de sa série du 400 m en 52 s 20, et se qualifie au temps pour les demi-finales. Le lendemain, elle termine 3e de sa demi-finale en 51 s 45 et se qualifie pour la finale avec seulement le 5e temps des huit finalistes. Sans surprise elle termine seulement 6e de la finale en 51 s 94 et échoue pour la première fois depuis 2003 à se qualifier individuellement pour les championnats du monde. Elle représentera néanmoins son pays lors des relais.
Le 9 septembre, lors du match Europe - USA à Minsk, elle termine 2e du 400m en améliorant sa meilleure performance de la saison en 51 s 36.
Le 29 septembre à Doha, elle remporte son 12e titre mondial aux Championnats du monde d'athlétisme 2019 au 4x400m mixte avec Michael Cherry, Wilbert London III, et Courtney Okolo en 3 min 09 s 34, devenant l'athlète qui possède le plus de médailles d'or devant Usain Bolt.
Quelques jours plus tard, elle gagne la médaille d'or au 4x400m, mais ne dispute que les séries.

#### Tribune contre Nike
Le 22 mai 2019, elle publie dans le New York Times une tribune dans laquelle elle critique la politique post-maternité de son équipementier Nike, dont elle est l'une des égéries. La rémunération des athlètes après leur accouchement étant conditionnée par leurs performances pendant douze mois, la coureuse a vu le montant de son contrat de sponsoring réduit de 70 %. Pour elle, « C'est l'un des exemples d'une industrie du sport où les règles sont encore principalement faites par et pour les hommes ». Cette tribune, où elle raconte également la pression subie pour qu'elle revienne au plus vite à l'entraînement après la naissance de sa fille a conduit Nike à modifier son règlement.
Elle quitte finalement Nike en 2019 et signe un nouveau contrat avec Athleta.

### Saison 2021 -5eJeux olympiques et11emédaille
À 35 ans, et après une saison 2020 quasi-blanche pour cause de pandémie de Covid-19 pendant laquelle l'athlète s'entraînait à la plage ou sur des parkings sous les ordres de son coach Bob Kersee, faute de stades ouverts, Allyson Felix revient en forme sur 200 m et 400 m, dans l'espoir de se qualifier pour ses cinquièmes Jeux olympiques consécutifs. Lors des sélections olympiques américains disputées à Eugene le 20 juin, la multimédaillée mondiale et olympique parvient à prendre la deuxième place du 400 m en 50 s 02, son meilleur temps depuis 2017.
En finale du 400 m des Jeux olympiques de Tokyo le 6 août 2021, elle arrache en 49 s 46 la médaille de bronze de la course gagnée par Shaunae Miller-Uibo, dépassant Merlene Ottey pour détenir seule le record de dix podiums olympiques en athlétisme féminin. Le lendemain, placée en deuxième relayeuse, elle remporte avec Sydney McLaughlin, Dalilah Muhammad et Athing Mu la finale du relais 4 x 400 m, remportant sa septième médaille d'or aux Jeux olympiques et montant sur son onzième podium. Tous sexes confondus, elle se poste seule pour ce qui est de l'athlétisme, derrière les douze médailles de Paavo Nurmi.

### Saison 2022: la fin d'une carrière et le début d'une nouvelle

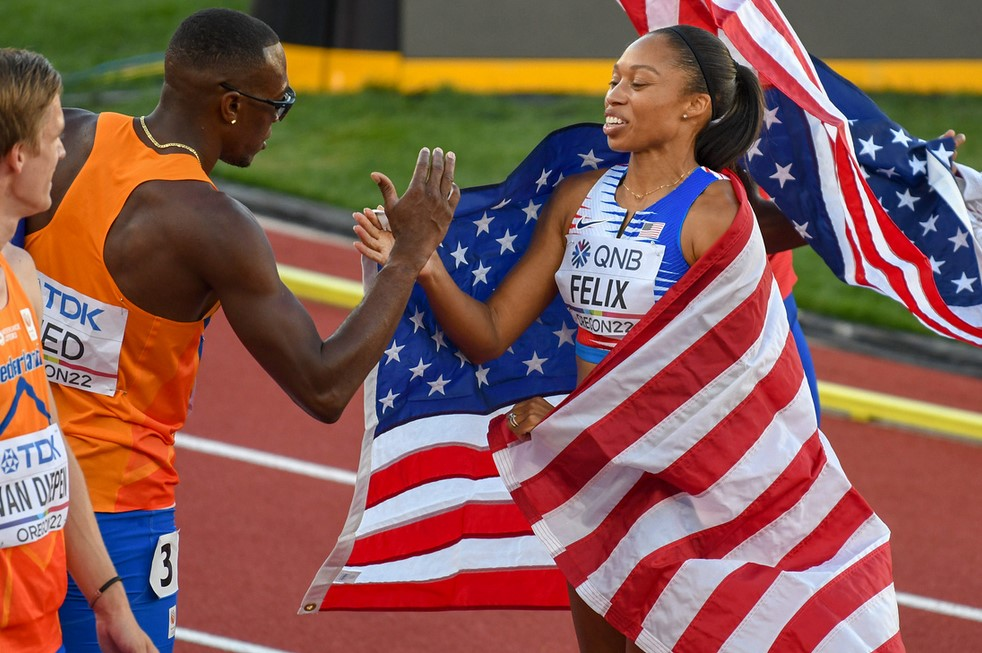
Allyson Felix après la finale du relais 4 x 400 m mixte aux mondiaux de 2022.

Allyson Felix annonce mettre un terme à sa carrière après les Championnats du monde d'athlétisme prévus en juillet 2022. Non qualifiée en individuel, sa dernière course se trouve être le 4 x 400 m mixte qui se déroule le 15 juillet, lors du premier jour des championnats. Là, accompagnée de Vernon Norwood, Elija Godwin et Kennedy Simon, elle remporte la 19e et dernière médaille mondiale de sa carrière avec le bronze. Elle est également médaillée d'or du relais 4 × 400 m en raison de sa participation aux séries, remportant sa 20e médaille et sa 14e en or lors d'un championnat du monde.

## En dehors de l'athlétisme
En dehors de l'athlétisme, Felix lance sa propre marque de chaussures de course pour femmes nommée Saysh en juin 2021 en partenariat avec son sponsor Athleta. Elle avait déjà collaboré avec eux pour créer une ligne de vêtements de sport pour femmes et s'est tourné vers les chaussures lorsqu'elle s'est retrouvée sans paires lors de sa préparation pour les Jeux de Tokyo. En mai 2022, en partenariat avec Athleta et &Mother, elle crée un fonds pour offrir une garde d'enfants gratuite pour les sportives, les coaches et les autres membres du staff lors des Mondiaux.

## Vie privée
Le 20 décembre 2018, au travers d'une tribune pour ESPN, Allyson Felix révèle être mariée à Kenneth Ferguson (en), ancien athlète triple médaillé d'or aux championnats panaméricains juniors 2003, et qu'elle a donné naissance à un enfant prématuré, une fille prénommée Camryn, le 28 novembre 2018.

## Création de la nurserie olympique
Conjointement avec le Comité International Olympique, le comité des athlètes olympiques et le comité d'organisation des Jeux olympiques de Paris 2024, elle contribue à la création de la première nurserie olympique. Cet espace permet aux parents-athlètes de s'occuper de leurs enfants en bas âge. La nurserie est sponsorisée par la marque de couche Pampers et se situe au sein du village olympique.

## Lutte contre le dopage
En avril 2008, elle annonce, avec son compatriote décathlonien Bryan Clay, qu'elle fait partie d'un projet « secret » de l'« United States Anti-Doping Agency » (USADA) nommé « Project Believe ». Ce projet concerne des tests longitudinaux sur douze athlètes américains.
Elle explique qu'elle a pris la décision de faire partie de ce projet à la suite des révélations concernant Marion Jones. Celle-ci, dont elle était une fan durant sa jeunesse, l'a profondément déçue lorsque les preuves de son dopage ont été avérées. Par ailleurs, on sait qu'Allyson Felix a été confrontée à plusieurs reprises à des sprinteuses qui ont été condamnées, à un moment ou un autre de leur carrière, pour prise de produits illicites (Kelly White, Michelle Collins, Amantle Montsho, Christine Ohuruogu…. Elle veut donc non seulement écarter tout soupçon de triche à son encontre mais aussi redorer l'image de son sport. Pour ce faire, elle désire mettre en œuvre tous les moyens possibles : 
« Whatever I can do to prove I'm clean, whatever it takes, waking up or driving at 5 in the morning, I want to do it to show that I'm not taking drugs. »
« Quoi que je puisse faire pour prouver que je suis en règle, quoi que cela demande — se lever ou prendre le volant à 5h du matin — je veux le faire, afin de montrer que je ne me dope pas. »

## Palmarès

### International
| Date | Compétition                    | Lieu             | Résultat | Épreuve            | Temps         |
| ---- | ------------------------------ | ---------------- | -------- | ------------------ | ------------- |
| 2001 | Championnats du monde cadets   | Debrecen         | 1re      | 100 m              | 11 s 57       |
| 2001 | Championnats du monde cadets   | Debrecen         | 1re      | r. medley          | 2 min 03 s 83 |
| 2002 | Championnats du monde juniors  | Kingston         | 5e       | 200 m              | 23 s 47       |
| 2003 | Jeux Panaméricains             | Saint-Domingue   | 3e       | 200 m              | 22 s 93       |
| 2004 | Jeux olympiques                | Athènes          | 2e       | 200 m              | 22 s 18 (WJR) |
| 2005 | Championnats du monde          | Helsinki         | 1re      | 200 m              | 22 s 16       |
| 2005 | Finale mondiale                | Monaco           | 1re      | 200 m              | 22 s 27       |
| 2006 | Finale mondiale                | Stuttgart        | 3e       | 100 m              | 11 s 07       |
| 2006 | Finale mondiale                | Stuttgart        | 1re      | 200 m              | 22 s 11       |
| 2007 | Championnats du monde          | Osaka            | 1re      | 200 m              | 21 s 81       |
| 2007 | Championnats du monde          | Osaka            | 1re      | 4 × 100 m          | 41 s 98       |
| 2007 | Championnats du monde          | Osaka            | 1re      | 4 × 400 m          | 3 min 18 s 55 |
| 2007 | Finale mondiale                | Stuttgart        | 2e       | 100 m              | 11 s 15       |
| 2008 | Jeux olympiques                | Pékin            | 2e       | 200 m              | 21 s 93       |
| 2008 | Jeux olympiques                | Pékin            | 1re      | 4 × 400 m          | 3 min 18 s 54 |
| 2009 | Championnats du monde          | Berlin           | 1re      | 200 m              | 22 s 02       |
| 2009 | Championnats du monde          | Berlin           | 1re      | 4 × 400 m          | 3 min 17 s 83 |
| 2009 | Finale mondiale                | Thessalonique    | 1re      | 200 m              | 22 s 29       |
| 2010 | Championnats du monde en salle | Doha             | 1re      | 4 × 400 m          | 3 min 27 s 34 |
| 2010 | Ligue de diamant               | Ligue de diamant | 1re      | 200 m              | détails       |
| 2010 | Ligue de diamant               | Ligue de diamant | 1re      | 400 m              | détails       |
| 2011 | Championnats du monde          | Daegu            | 3e       | 200 m              | 22 s 42       |
| 2011 | Championnats du monde          | Daegu            | 2e       | 400 m              | 49 s 59       |
| 2011 | Championnats du monde          | Daegu            | 1re      | 4 × 100 m          | 41 s 56       |
| 2011 | Championnats du monde          | Daegu            | 1re      | 4 × 400 m          | 3 min 18 s 09 |
| 2011 | Ligue de diamant               | Ligue de diamant | 3e       | 200 m              | détails       |
| 2012 | Jeux olympiques                | Londres          | 5e       | 100 m              | 10 s 89       |
| 2012 | Jeux olympiques                | Londres          | 1re      | 200 m              | 21 s 88       |
| 2012 | Jeux olympiques                | Londres          | 1re      | 4 × 100 m          | 40 s 82       |
| 2012 | Jeux olympiques                | Londres          | 1re      | 4 × 400 m          | 3 min 16 s 87 |
| 2012 | Ligue de diamant               | Ligue de diamant | 3e       | 100 m              | détails       |
| 2014 | Ligue de diamant               | Ligue de diamant | 1re      | 200 m              | détails       |
| 2015 | Relais mondiaux de l'IAAF      | Nassau           | 2e       | 4 × 100 m          | 42 s 32       |
| 2015 | Relais mondiaux de l'IAAF      | Nassau           | DNF      | 4 × 200 m          | DNF           |
| 2015 | Championnats du monde          | Pékin            | 1re      | 400 m              | 49 s 26 (PB)  |
| 2015 | Championnats du monde          | Pékin            | 2e       | 4 x 100 m          | 41 s 68       |
| 2015 | Championnats du monde          | Pékin            | 2e       | 4 x 400 m          | 3 min 19 s 44 |
| 2015 | Ligue de diamant               | Ligue de diamant | 1re      | 200 m              | détails       |
| 2016 | Jeux olympiques                | Rio de Janeiro   | 2e       | 400 m              | 49 s 51       |
| 2016 | Jeux olympiques                | Rio de Janeiro   | 1re      | 4 × 100 m          | 41 s 01       |
| 2016 | Jeux olympiques                | Rio de Janeiro   | 1re      | 4 × 400 m          | 3 min 19 s 06 |
| 2017 | Championnats du monde          | Londres          | 3e       | 400 m              | 50 s 08       |
| 2017 | Championnats du monde          | Londres          | 1re      | 4 x 100 m          | 41 s 82       |
| 2017 | Championnats du monde          | Londres          | 1re      | 4 × 400 m          | 3 min 19 s 02 |
| 2019 | Championnats du monde          | Doha             | 1re      | 4 x 400 m (séries) | 3 min 22 s 96 |
| 2019 | Championnats du monde          | Doha             | 1re      | 4 x 400 mixte      | 3 min 09 s 34 |
| 2021 | Jeux olympiques                | Tokyo            | 3e       | 400 m              | 49 s 46       |
| 2021 | Jeux olympiques                | Tokyo            | 1re      | 4 x 400 m          | 3 min 16 s 85 |
| 2022 | Championnats du monde          | Eugene           | 3e       | 4 x 400 m mixte    | 3 min 10 s 16 |
| 2022 | Championnats du monde          | Eugene           | 1re      | 4 x 400 m (séries) | 3 min 23 s 38 |

### National
| Compétition                 | Compétition | 2001 | 2002 | 2003 | 2004 | 2005 | 2006 | 2007 | 2008 | 2009 | 2010 | 2011 | 2012 | 2013 | 2014 | 2015 | 2016 | 2017 | 2018 | 2019 | 2021 |
| --------------------------- | ----------- | ---- | ---- | ---- | ---- | ---- | ---- | ---- | ---- | ---- | ---- | ---- | ---- | ---- | ---- | ---- | ---- | ---- | ---- | ---- | ---- |
| Championnats des États-Unis | 100 m       |      |      |      |      |      |      | 4e   | 5e   | 9e   | 1re  |      | 3e   |      | DNS  |      |      | 8e   |      |      |      |
| Championnats des États-Unis | 200 m       | 8e   |      | 2e   | 1re  | 1re  | DNS  | 1re  | 1re  | 1re  |      |      | 1re  | 2e   |      |      | 4e   | DNS  |      |      | 5e   |
| Championnats des États-Unis | 400 m       |      |      |      |      |      |      |      |      |      |      | 1re  |      |      |      | 1re  | 1re  |      |      | 6e   | 2e   |

## Statistiques

### Records personnels
| Épreuve       | Rang * | Performance   | Vent     | Lieu    | Date              | Âge |
| ------------- | ------ | ------------- | -------- | ------- | ----------------- | --- |
| 100 m         | 90     | 10 s 89       | +0,7 m/s | Londres | 4 août 2012       | 26  |
| 200 m         | 6      | 21 s 69       | +1,7 m/s | Eugene  | 1er juillet 2012  | 26  |
| 400 m         | 20     | 49 s 26       |          | Pékin   | 27 août 2015      | 29  |
| 400 m (lancé) | 3      | 47 s 72       |          | Pékin   | 30 août 2015      | 29  |
| 4 x 100 m     | WR     | 40 s 82 (WR)  |          | Londres | 10 août 2012      | 26  |
| 4 x 400 m     | 6      | 3 min 16 s 87 |          | Londres | 11 août 2012      | 26  |
| 4x400m Mixte  | WR     | 3 min 09 s 34 |          | Doha    | 29 septembre 2019 | 33  |

Autres records :
- Record du monde junior du 200 m (non homologué) en 22 s 11, établi le 3 mai 2003 à Mexico.
- Ex détentrice du record du monde junior du 200 m en 22 s 18, établi le 26 août 2004 à Athènes lors de la finale des Jeux olympiques. Record battu en 2019 par Sha'Carri Richardson (22 s 17).

### Meilleures performances par année
| Année | Temps   | Date              | Lieu         | Rang |
| ----- | ------- | ----------------- | ------------ | ---- |
| 2001  | 11 s 53 | 25 mai 2001       | Cerritos     | 167  |
| 2002  | 11 s 40 | 1er juin 2002     | Norwalk      | 82   |
| 2003  | 11 s 29 | 7 juin 2003       | Norwalk      | 54   |
| 2004  | 11 s 16 | 2 août 2004       | Linz         | 22   |
| 2005  | 11 s 05 | 19 septembre 2005 | Yokohama     | 9    |
| 2006  | 11 s 04 | 22 avril 2006     | Lawrence     | 6    |
| 2007  | 11 s 01 | 2 juin 2007       | New York     | 5    |
| 2008  | 10 s 93 | 9 mai 2008        | Doha         | 8    |
| 2009  | 11 s 08 | 20 juillet 2009   | Réthymnon    | 13   |
| 2010  | 11 s 27 | 25 juin 2010      | Des Moines   | 46   |
| 2011  | —       | —                 | —            | —    |
| 2012  | 10 s 89 | 4 août 2012       | Londres      | 6    |
| 2013  | 11 s 13 | 4 mai 2013        | Kingston     | 29   |
| 2014  | 11 s 01 | 18 juillet 2014   | Monaco       | 8    |
| 2015  | 11 s 09 | 9 mai 2015        | Kingston     | 37   |
| 2016  | —       | —                 | —            | —    |
| 2017  | 11 s 03 | 22 juin 2017      | Sacramento   | 20   |
| 2018  | 11 s 30 | 12 mai 2018       | Baie-Mahault | 122  |
| 2019  | —       | —                 | —            | —    |
| 2021  | 11 s 30 | 24 avril 2021     | Eugene       |      |
| 2022  | —       | —                 | —            | —    |

| Année | Temps   | Date               | Lieu      | Rang |
| ----- | ------- | ------------------ | --------- | ---- |
| 2001  | 23 s 31 | 21 avril 2001      | Walnut    | 106  |
| 2002  | 22 s 83 | 1er juin 2002      | Norwalk   | 23   |
| 2003  | 22 s 11 | 3 mai 2003         | Mexico    | 1    |
| 2004  | 22 s 18 | 25 août 2004       | Athènes   | 2    |
| 2005  | 22 s 13 | 26 juin 2005       | Carson    | 1    |
| 2006  | 22 s 11 | 9 septembre 2006   | Stuttgart | 2    |
| 2007  | 21 s 81 | 31 août 2007       | Osaka     | 1    |
| 2008  | 21 s 93 | 21 août 2008       | Pékin     | 2    |
| 2009  | 21 s 88 | 31 juillet 2009    | Stockholm | 1    |
| 2010  | 22 s 03 | 12 juin 2010       | New York  | 2    |
| 2011  | 22 s 32 | 22 juillet 2011    | Monaco    | 6    |
| 2012  | 21 s 69 | 30 juin 2012       | Eugene    | 1    |
| 2013  | 22 s 30 | 15 août 2013       | Monaco    | 4    |
| 2014  | 22 s 02 | 5 septembre 2014   | Bruxelles | 1    |
| 2015  | 21 s 98 | 15 mai 2015        | Doha      | 4    |
| 2016  | 22 s 02 | 1er septembre 2016 | Zurich    | 4    |
| 2017  | 22 s 33 | 27 mai 2017        | Eugene    | 9    |
| 2018  | —       | —                  | —         | —    |
| 2019  | —       | —                  | —         | —    |
| 2021  | 22 s 11 | 26 juin 2021       | Eugene    | 9    |
| 2022  | 22 s 40 | 23 avril 2022      | Columbia  |      |

| Année | Temps   | Date             | Lieu           | Rang |
| ----- | ------- | ---------------- | -------------- | ---- |
| 2001  | —       | —                | —              | —    |
| 2002  | —       | —                | —              | —    |
| 2003  | 52 s 26 | 29 mars 2003     | Pasadena       | 85   |
| 2004  | 51 s 83 | 22 mai 2004      | Mexico         | 79   |
| 2005  | 51 s 12 | 5 juin 2005      | Glasgow        | 28   |
| 2006  | —       | —                | —              | —    |
| 2007  | 49 s 70 | 7 août 2007      | Stockholm      | 6    |
| 2008  | 49 s 83 | 9 mai 2008       | Doha           | 4    |
| 2009  | 49 s 83 | 28 août 2009     | Zurich         | 5    |
| 2010  | 50 s 15 | 14 mai 2010      | Doha           | 8    |
| 2011  | 49 s 59 | 29 août 2011     | Daegu          | 2    |
| 2012  | —       | —                | —              | —    |
| 2013  | 50 s 19 | 10 mai 2013      | Doha           | 8    |
| 2014  | 50 s 81 | 18 mai 2014      | Shanghai       | 13   |
| 2015  | 49 s 26 | 27 août 2015     | Pékin          | 1    |
| 2016  | 49 s 51 | 15 août 2016     | Rio de Janeiro | 2    |
| 2017  | 49 s 65 | 9 juillet 2017   | Londres        | 2    |
| 2018  | 51 s 35 | 8 juin 2018      | Chorzów        | 44   |
| 2019  | 51 s 36 | 9 septembre 2019 | Minsk          | 39   |
| 2021  | 49 s 46 | 6 août 2021      | Japon          | 4    |
| 2022  | 50 s 71 | 5 juin 2022      | Chorzow        |      |